# Lista över fornlämningar i Kristianstads kommun (Fjälkestad)
Lista över fornlämningar i Kristianstads kommun (Fjälkestad) är en förteckning av ett urval av de fornlämningar som finns i Fjälkestad i Kristianstads kommun.
| Namn                           | Lämningstyp                 | Tillkomsttid | Historisk indelning | Plats | Läge                 | ID-nr          | Bild                                      |
| ------------------------------ | --------------------------- | ------------ | ------------------- | ----- | -------------------- | -------------- | ----------------------------------------- |
| Fjälkestad 2:1                 | Hög                         |              | Fjälkestad, Skåne   |       | 56.086568, 14.184384 | 10104100020001 | Ladda upp en bild av detta fornminne      |
| Rolfshögarna (Fjälkestad 3:1)  | Hög                         |              | Fjälkestad, Skåne   |       | 56.091380, 14.179217 | 10104100030001 | Ladda upp en till bild av detta fornminne |
| Rolfshögarna (Fjälkestad 3:2)  | Hög                         |              | Fjälkestad, Skåne   |       | 56.091178, 14.179072 | 10104100030002 | Ladda upp en till bild av detta fornminne |
| Rolfshögarna (Fjälkestad 3:3)  | Hög                         |              | Fjälkestad, Skåne   |       | 56.090908, 14.179067 | 10104100030003 | Ladda upp en till bild av detta fornminne |
| Fjälkestad 4:1                 | Hög                         |              | Fjälkestad, Skåne   |       | 56.092772, 14.179463 | 10104100040001 | Ladda upp en bild av detta fornminne      |
| Fjälkestad 4:2                 | Hög                         |              | Fjälkestad, Skåne   |       | 56.092982, 14.180065 | 10104100040002 | Ladda upp en bild av detta fornminne      |
| Ullahög (Fjälkestad 5:1)       | Hög                         |              | Fjälkestad, Skåne   |       | 56.090830, 14.189759 | 10104100050001 | Ladda upp en bild av detta fornminne      |
| Fjälkestad 6:1                 | Hög                         |              | Fjälkestad, Skåne   |       | 56.087269, 14.163481 | 10104100060001 | Ladda upp en bild av detta fornminne      |
| Fjälkestad 6:2                 | Hög                         |              | Fjälkestad, Skåne   |       | 56.087215, 14.164436 | 10104100060002 | Ladda upp en bild av detta fornminne      |
| Fjälkestad 7:1                 | Stenkammargrav              |              | Fjälkestad, Skåne   |       | 56.097505, 14.174276 | 10104100070001 | Ladda upp en bild av detta fornminne      |
| Fjälkestad 9:1                 | Hög                         |              | Fjälkestad, Skåne   |       | 56.093178, 14.162968 | 10104100090001 | Ladda upp en bild av detta fornminne      |
| Fjälkestad 10:1                | Hög                         |              | Fjälkestad, Skåne   |       | 56.096533, 14.163485 | 10104100100001 | Ladda upp en bild av detta fornminne      |
| Fjälkestad 10:2                | Stensättning                |              | Fjälkestad, Skåne   |       | 56.096366, 14.163769 | 10104100100002 | Ladda upp en bild av detta fornminne      |
| Fjälkestad 10:3                | Stensättning                |              | Fjälkestad, Skåne   |       | 56.096531, 14.163926 | 10104100100003 | Ladda upp en bild av detta fornminne      |
| Fjälkestad 12:1                | Röse                        |              | Fjälkestad, Skåne   |       | 56.077032, 14.175463 | 10104100120001 | Ladda upp en bild av detta fornminne      |
| Fjälkestad 15:1                | Hög                         |              | Fjälkestad, Skåne   |       | 56.076060, 14.175405 | 10104100150001 | Ladda upp en bild av detta fornminne      |
| Fjälkestad 17:1                | Hög                         |              | Fjälkestad, Skåne   |       | 56.099472, 14.174934 | 10104100170001 | Ladda upp en bild av detta fornminne      |
| Fjälkestad 18:1                | Hög                         |              | Fjälkestad, Skåne   |       | 56.098457, 14.173354 | 10104100180001 | Ladda upp en bild av detta fornminne      |
| Fjälkestad 19:3                | Stensättning                |              | Fjälkestad, Skåne   |       | 56.100863, 14.169442 | 10104100190003 | Ladda upp en bild av detta fornminne      |
| Skällhög (Fjälkestad 21:1)     | Hög                         |              | Fjälkestad, Skåne   |       | 56.107133, 14.170093 | 10104100210001 | Ladda upp en bild av detta fornminne      |
| Fjälkestad 22:1                | Hög                         |              | Fjälkestad, Skåne   |       | 56.092974, 14.128023 | 10104100220001 | Ladda upp en bild av detta fornminne      |
| Fjälkestad 23:1                | Hög                         |              | Fjälkestad, Skåne   |       | 56.088318, 14.129949 | 10104100230001 | Ladda upp en bild av detta fornminne      |
| Fjälkestad 25:1                | Stenkammargrav              |              | Fjälkestad, Skåne   |       | 56.088682, 14.140836 | 10104100250001 | Ladda upp en bild av detta fornminne      |
| Fjälkestad 25:2                | Hällristning                |              | Fjälkestad, Skåne   |       | 56.088682, 14.140836 | 10104100250002 | Ladda upp en bild av detta fornminne      |
| Fjälkestad 26:1                | Hög                         |              | Fjälkestad, Skåne   |       | 56.093938, 14.140167 | 10104100260001 | Ladda upp en bild av detta fornminne      |
| Fjälkestad 27:2                | Hällristning                |              | Fjälkestad, Skåne   |       | 56.096852, 14.140513 | 10104100270002 | Ladda upp en bild av detta fornminne      |
| Skansarna (Fjälkestad 31:1)    | Fästning/skans              |              | Fjälkestad, Skåne   |       | 56.090447, 14.204506 | 10104100310001 | Ladda upp en bild av detta fornminne      |
| Fjälkestad 40:2                | Fästning/skans              |              | Fjälkestad, Skåne   |       | 56.079049, 14.188791 | 10104100400002 | Ladda upp en bild av detta fornminne      |
| Fjälkestad 45:1                | Hög                         |              | Fjälkestad, Skåne   |       | 56.110125, 14.156077 | 10104100450001 | Ladda upp en bild av detta fornminne      |
| Fjälkestad 45:2                | Hög                         |              | Fjälkestad, Skåne   |       | 56.109857, 14.154954 | 10104100450002 | Ladda upp en bild av detta fornminne      |
| Fjälkestad 46:1                | Stensättning                |              | Fjälkestad, Skåne   |       | 56.104112, 14.156305 | 10104100460001 | Ladda upp en bild av detta fornminne      |
| Fjälkestad 47:1                | Hög                         |              | Fjälkestad, Skåne   |       | 56.105862, 14.155821 | 10104100470001 | Ladda upp en bild av detta fornminne      |
| Fjälkestad 48:1                | Hög                         |              | Fjälkestad, Skåne   |       | 56.103235, 14.150436 | 10104100480001 | Ladda upp en bild av detta fornminne      |
| Fjälkestad 49:1                | Hällristning                |              | Fjälkestad, Skåne   |       | 56.104506, 14.149750 | 10104100490001 | Ladda upp en bild av detta fornminne      |
| Fjälkestad 50:1                | Hög                         |              | Fjälkestad, Skåne   |       | 56.111776, 14.157598 | 10104100500001 | Ladda upp en bild av detta fornminne      |
| Fjälkestad 52:1                | Hög                         |              | Fjälkestad, Skåne   |       | 56.111501, 14.155223 | 10104100520001 | Ladda upp en bild av detta fornminne      |
| Fjälkestad 53:1                | Stensättning                |              | Fjälkestad, Skåne   |       | 56.112815, 14.155610 | 10104100530001 | Ladda upp en bild av detta fornminne      |
| Fjälkestad 58:1                | Hällristning                |              | Fjälkestad, Skåne   |       | 56.113842, 14.160270 | 10104100580001 | Ladda upp en bild av detta fornminne      |
| Fjälkestad 59:1                | Grav markerad av sten/block |              | Fjälkestad, Skåne   |       | 56.108138, 14.177641 | 10104100590001 | Ladda upp en bild av detta fornminne      |
| Fjälkestad 62:1                | Hällristning                |              | Fjälkestad, Skåne   |       | 56.119932, 14.153377 | 10104100620001 | Ladda upp en bild av detta fornminne      |
| Fjälkestad 63:1                | Hällristning                |              | Fjälkestad, Skåne   |       | 56.121863, 14.154357 | 10104100630001 | Ladda upp en bild av detta fornminne      |
| Jättegraven (Fjälkestad 64:1)  | Röse                        |              | Fjälkestad, Skåne   |       | 56.122208, 14.157547 | 10104100640001 | Ladda upp en bild av detta fornminne      |
| Glyttaröset (Fjälkestad 65:1)  | Röse                        |              | Fjälkestad, Skåne   |       | 56.121315, 14.158029 | 10104100650001 | Ladda upp en bild av detta fornminne      |
| Fjälkestad 68:1                | Gravfält                    |              | Fjälkestad, Skåne   |       | 56.115451, 14.171783 | 10104100680001 | Ladda upp en bild av detta fornminne      |
| Rävasten (Fjälkestad 69:1)     | Grav markerad av sten/block |              | Fjälkestad, Skåne   |       | 56.120665, 14.173002 | 10104100690001 | Ladda upp en bild av detta fornminne      |
| Fjälkestad 70:1                | Stenkammargrav              |              | Fjälkestad, Skåne   |       | 56.130186, 14.165711 | 10104100700001 | Ladda upp en bild av detta fornminne      |
| Fjälkestad 71:1                | Hällristning                |              | Fjälkestad, Skåne   |       | 56.128563, 14.166713 | 10104100710001 | Ladda upp en bild av detta fornminne      |
| Skansarna (Fjälkestad 73:1)    | Fästning/skans              |              | Fjälkestad, Skåne   |       | 56.150385, 14.172972 | 10104100730001 | Ladda upp en bild av detta fornminne      |
| Fjälkestad 75:1                | Grav markerad av sten/block |              | Fjälkestad, Skåne   |       | 56.073231, 14.176918 | 10104100750001 | Ladda upp en bild av detta fornminne      |
| Fjälkestad 75:2                | Grav markerad av sten/block |              | Fjälkestad, Skåne   |       | 56.073279, 14.177053 | 10104100750002 | Ladda upp en bild av detta fornminne      |
| Fjälkestad 76:1                | Hög                         |              | Fjälkestad, Skåne   |       | 56.072035, 14.181011 | 10104100760001 | Ladda upp en bild av detta fornminne      |
| Fjälkestad 77:1                | Hög                         |              | Fjälkestad, Skåne   |       | 56.071136, 14.182033 | 10104100770001 | Ladda upp en bild av detta fornminne      |
| Fjälkestad 79:1                | Hög                         |              | Fjälkestad, Skåne   |       | 56.070227, 14.180893 | 10104100790001 | Ladda upp en bild av detta fornminne      |
| Fjälkestad 79:2                | Hög                         |              | Fjälkestad, Skåne   |       | 56.069873, 14.181083 | 10104100790002 | Ladda upp en bild av detta fornminne      |
| Fjälkestad 79:3                | Hög                         |              | Fjälkestad, Skåne   |       | 56.069879, 14.181627 | 10104100790003 | Ladda upp en bild av detta fornminne      |
| Fjälkestad 79:4                | Hög                         |              | Fjälkestad, Skåne   |       | 56.069343, 14.181528 | 10104100790004 | Ladda upp en bild av detta fornminne      |
| Fjälkestad 79:5                | Hög                         |              | Fjälkestad, Skåne   |       | 56.069507, 14.181096 | 10104100790005 | Ladda upp en bild av detta fornminne      |
| Fjälkestad 80:1                | Hög                         |              | Fjälkestad, Skåne   |       | 56.068674, 14.182802 | 10104100800001 | Ladda upp en bild av detta fornminne      |
| Fjälkestad 80:2                | Hällristning                |              | Fjälkestad, Skåne   |       | 56.068674, 14.182802 | 10104100800002 | Ladda upp en bild av detta fornminne      |
| Lundahögarna (Fjälkestad 82:1) | Hög                         |              | Fjälkestad, Skåne   |       | 56.071271, 14.193657 | 10104100820001 | Ladda upp en till bild av detta fornminne |
| Lundahögarna (Fjälkestad 82:2) | Hög                         |              | Fjälkestad, Skåne   |       | 56.071004, 14.193398 | 10104100820002 | Ladda upp en bild av detta fornminne      |
| Fjälkestad 85:1                | Hällristning                |              | Fjälkestad, Skåne   |       | 56.130802, 14.166718 | 10104100850001 | Ladda upp en bild av detta fornminne      |
| Fjälkestad 86:1                | Hög                         |              | Fjälkestad, Skåne   |       | 56.065650, 14.184522 | 10104100860001 | Ladda upp en bild av detta fornminne      |
| Fjälkestad 86:2                | Hög                         |              | Fjälkestad, Skåne   |       | 56.065236, 14.184439 | 10104100860002 | Ladda upp en bild av detta fornminne      |
| Fjälkestad 87:1                | Gravfält                    |              | Fjälkestad, Skåne   |       | 56.141520, 14.168492 | 10104100870001 | Ladda upp en bild av detta fornminne      |
| Fjälkestad 99:1                | Hällristning                |              | Fjälkestad, Skåne   |       | 56.151912, 14.188288 | 10104100990001 | Ladda upp en bild av detta fornminne      |
| Kistehögen (Fjälkestad 116:1)  | Hög                         |              | Fjälkestad, Skåne   |       | 56.109861, 14.175386 | 10104101160001 | Ladda upp en bild av detta fornminne      |
| Karlahus (Fjälkestad 138:1)    | Lägenhetsbebyggelse         |              | Fjälkestad, Skåne   |       | 56.138995, 14.182650 | 10104101380001 | Ladda upp en bild av detta fornminne      |
| Fjälkestad 144:1               | Hällristning                |              | Fjälkestad, Skåne   |       | 56.130277, 14.155062 | 10104101440001 | Ladda upp en bild av detta fornminne      |
| Fjälkestad 153:1               | Hällristning                |              | Fjälkestad, Skåne   |       | 56.109924, 14.145215 | 10104101530001 | Ladda upp en bild av detta fornminne      |
| Kyrkhögen (Fjälkestad 166:1)   | Hög                         |              | Fjälkestad, Skåne   |       | 56.081867, 14.189584 | 10104101660001 | Ladda upp en bild av detta fornminne      |
| Fjälkestad 172:1               | Hög                         |              | Fjälkestad, Skåne   |       | 56.130690, 14.159865 | 10104101720001 | Ladda upp en bild av detta fornminne      |
| Fjälkestad 173:1               | Hällristning                |              | Fjälkestad, Skåne   |       | 56.124887, 14.152251 | 10104101730001 | Ladda upp en bild av detta fornminne      |
| Fjälkestad 177:1               | Hällristning                |              | Fjälkestad, Skåne   |       | 56.099820, 14.185195 | 10104101770001 | Ladda upp en bild av detta fornminne      |
| Fjälkestad 178:1               | Hällristning                |              | Fjälkestad, Skåne   |       | 56.078619, 14.158975 | 10104101780001 | Ladda upp en bild av detta fornminne      |
| Fjälkestad 186:1               | Stensättning                |              | Fjälkestad, Skåne   |       | 56.118970, 14.160644 | 10104101860001 | Ladda upp en bild av detta fornminne      |
| Fjälkestad 186:2               | Stensättning                |              | Fjälkestad, Skåne   |       | 56.118901, 14.160329 | 10104101860002 | Ladda upp en bild av detta fornminne      |
| Fjälkestad 187:1               | Röse                        |              | Fjälkestad, Skåne   |       | 56.124032, 14.156297 | 10104101870001 | Ladda upp en bild av detta fornminne      |
| Fjälkestad 188:1               | Röse                        |              | Fjälkestad, Skåne   |       | 56.124920, 14.155562 | 10104101880001 | Ladda upp en bild av detta fornminne      |
| Fjälkestad 189:1               | Röse                        |              | Fjälkestad, Skåne   |       | 56.125224, 14.158722 | 10104101890001 | Ladda upp en bild av detta fornminne      |
| Fjälkestad 190:1               | Hällristning                |              | Fjälkestad, Skåne   |       | 56.151634, 14.187389 | 10104101900001 | Ladda upp en bild av detta fornminne      |
| Fjälkestad 190:2               | Hällristning                |              | Fjälkestad, Skåne   |       | 56.151506, 14.187120 | 10104101900002 | Ladda upp en bild av detta fornminne      |